# Collegio di Norwich North
Norwich North è un collegio elettorale situato nel Norfolk, nell'Est dell'Inghilterra, e rappresentato alla Camera dei comuni del Parlamento del Regno Unito. Elegge un membro del parlamento con il sistema first-past-the-post, ossia maggioritario a turno unico; l'attuale parlamentare è Alice Macdonald del Partito Laburista e Co-Operativo, che rappresenta il collegio dal 2024.

## Estensione

Norwich North dal 2010 al 2024

- 1950–1955: i ward del County Borough di Norwich di Catton, Coslany, Fye Bridge, Heigham, Hellesdon, Mousehold, Thorpe e Westwick.
- 1955–1974: i ward del County Borough di Norwich di Catton, Coslany, Fye Bridge, Heigham, Hellesdon, Mousehold, Thorpe e Westwick, la parte della parrocchia civile di Thorpe-next-Norwich nel distretto rurale di Blofield and Flegg, e la parte della parrocchia civile di Sprowston nel distretto rurale di St Faiths and Aylsham.
- 1974–1983: i ward del County Borough di Norwich di Catton, Coslany, Crome, Heigham, Hellesdon, Mousehold, Thorpe e Westwick.
- 1983–1997: i ward del distretto di Broadland di Catton, Hellesdon North, Hellesdon South East, Hellesdon West, Sprowston Central, Sprowston East, Sprowston South, Sprowston West, Thorpe St Andrew North East, Thorpe St Andrew North West e Thorpe St Andrew South, e i ward della Città di Norwich di Catton Grove, Coslany, Crome, Mile Cross e Mousehold.
- 1997–2010: i ward del distretto di Broadland di Catton, Drayton, Hellesdon North, Hellesdon South East, Hellesdon West, Sprowston Central, Sprowston East, Sprowston South, Sprowston West, Taverham, Thorpe St Andrew North East, Thorpe St Andrew North West e Thorpe St Andrew South, e i ward della Città di Norwich di Catton Grove, Coslany, Crome, Mile Cross e Mousehold.
- 2010–2024: i ward del distretto di Broadland di Hellesdon North West, Hellesdon South East, Old Catton and Sprowston West, Sprowston Central, Sprowston East, Thorpe St Andrew North West e Thorpe St Andrew South East, e i ward della Città di Norwich di Catton Grove, Crome, Mile Cross e Sewell.
- dal 2024: come sopra, con in aggiunta il ward di Drayton e l'area di Mousehold Street, proveniente da Norwich South.

Il collegio comprende parte di due aree di governo locale, Norwich e Broadland, all'interno del quale risiede la maggioranza della popolazione del collegio.

## Membri del parlamento
| Elezione | Elezione       | Deputato         | Partito         |
| -------- | -------------- | ---------------- | --------------- |
|          | 1950           | John Paton       | Laburista       |
| 1964     | George Wallace |                  | Laburista       |
| Feb 1974 | David Ennals   |                  | Laburista       |
|          | 1983           | Patrick Thompson | Conservatore    |
|          | 1997           | Ian Gibson       | Laburista       |
|          | 2009 (S)       | Chloe Smith      | Conservatore    |
|          | 2024           | Alice Macdonald  | Laburista Co-Op |

## Elezioni

### Elezioni negli anni 2020
| Partito                    | Partito                                                 | Candidato                  | Risultati 4 luglio 2024 | Risultati 4 luglio 2024 |
| Partito                    | Partito                                                 | Candidato                  | Voti                    | %                       |
| -------------------------- | ------------------------------------------------------- | -------------------------- | ----------------------- | ----------------------- |
|                            | Laburista Co-Op                                         | Alice Macdonald            | 20 794                  | 45,44                   |
|                            | Conservatore                                            | Charlotte Salomon          | 9 944                   | 21,73                   |
|                            | Reform UK                                               | Nick Taylor                | 8 229                   | 17,98                   |
|                            | Verdi                                                   | Ben Price                  | 4 372                   | 9,55                    |
|                            | Lib Dem                                                 | Chicka Akinwale            | 2 073                   | 4,53                    |
|                            | Indipendente                                            | Fiona Grace                | 353                     | 0,77                    |
|                            |                                                         |                            |                         |                         |
| Iscritti                   | Iscritti                                                | Iscritti                   | 73 834                  | 100,00                  |
| ↳ Votanti (% su iscritti)  | ↳ Votanti (% su iscritti)                               | ↳ Votanti (% su iscritti)  | 45 765                  | 61,98                   |
| ↳ Astenuti (% su iscritti) | ↳ Astenuti (% su iscritti)                              | ↳ Astenuti (% su iscritti) | 28 069                  | 38,02                   |
|                            |                                                         |                            |                         |                         |
|                            | Esito: collegio passa da Conservatore a Laburista Co-Op |                            |                         |                         |

### Elezioni negli anni 2010
| Partito                    | Partito                                   | Candidato                  | Risultati 12 dicembre 2019 | Risultati 12 dicembre 2019 |
| Partito                    | Partito                                   | Candidato                  | Voti                       | %                          |
| -------------------------- | ----------------------------------------- | -------------------------- | -------------------------- | -------------------------- |
|                            | Conservatore                              | Chloe Smith                | 23 397                     | 50,55                      |
|                            | Laburista                                 | Karen Davis                | 18 659                     | 40,31                      |
|                            | Lib Dem                                   | David Thomas               | 2 663                      | 5,75                       |
|                            | Verdi                                     | Adrian Holmes              | 1 078                      | 2,33                       |
|                            | UKIP                                      | David Moreland             | 488                        | 1,05                       |
|                            |                                           |                            |                            |                            |
| Iscritti                   | Iscritti                                  | Iscritti                   | 67 172                     | 100,00                     |
| ↳ Votanti (% su iscritti)  | ↳ Votanti (% su iscritti)                 | ↳ Votanti (% su iscritti)  | 46 285                     | 68,91                      |
| ↳ Astenuti (% su iscritti) | ↳ Astenuti (% su iscritti)                | ↳ Astenuti (% su iscritti) | 20 887                     | 31,09                      |
|                            |                                           |                            |                            |                            |
|                            | Esito: collegio confermato a Conservatore |                            |                            |                            |

| Partito                    | Partito                                   | Candidato                  | Risultati 8 giugno 2017 | Risultati 8 giugno 2017 |
| Partito                    | Partito                                   | Candidato                  | Voti                    | %                       |
| -------------------------- | ----------------------------------------- | -------------------------- | ----------------------- | ----------------------- |
|                            | Conservatore                              | Chloe Smith                | 21 900                  | 47,72                   |
|                            | Laburista                                 | Christopher Jones          | 21 393                  | 46,61                   |
|                            | Lib Dem                                   | Hugh Lanham                | 1 480                   | 3,22                    |
|                            | Verdi                                     | Adrian Holmes              | 782                     | 1,70                    |
|                            | Pirata                                    | Liam Matthews              | 340                     | 0,74                    |
|                            |                                           |                            |                         |                         |
| Iscritti                   | Iscritti                                  | Iscritti                   | 66 924                  | 100,00                  |
| ↳ Votanti (% su iscritti)  | ↳ Votanti (% su iscritti)                 | ↳ Votanti (% su iscritti)  | 45 977                  | 68,70                   |
| ↳ Astenuti (% su iscritti) | ↳ Astenuti (% su iscritti)                | ↳ Astenuti (% su iscritti) | 20 947                  | 31,30                   |
|                            |                                           |                            |                         |                         |
|                            | Esito: collegio confermato a Conservatore |                            |                         |                         |

| Partito                    | Partito                                   | Candidato                  | Risultati 7 maggio 2015 | Risultati 7 maggio 2015 |
| Partito                    | Partito                                   | Candidato                  | Voti                    | %                       |
| -------------------------- | ----------------------------------------- | -------------------------- | ----------------------- | ----------------------- |
|                            | Conservatore                              | Chloe Smith                | 19 052                  | 43,71                   |
|                            | Laburista                                 | Jessica Asato              | 14 589                  | 33,47                   |
|                            | UKIP                                      | Glenn Tingle               | 5 986                   | 13,73                   |
|                            | Verdi                                     | Adrian Holmes              | 1 939                   | 4,45                    |
|                            | Lib Dem                                   | James Wright               | 1 894                   | 4,34                    |
|                            | Indipendente                              | Mick Hardy                 | 132                     | 0,30                    |
|                            |                                           |                            |                         |                         |
| Iscritti                   | Iscritti                                  | Iscritti                   | 65 159                  | 100,00                  |
| ↳ Votanti (% su iscritti)  | ↳ Votanti (% su iscritti)                 | ↳ Votanti (% su iscritti)  | 43 592                  | 66,90                   |
| ↳ Astenuti (% su iscritti) | ↳ Astenuti (% su iscritti)                | ↳ Astenuti (% su iscritti) | 21 567                  | 33,10                   |
|                            |                                           |                            |                         |                         |
|                            | Esito: collegio confermato a Conservatore |                            |                         |                         |

| Partito                    | Partito                                   | Candidato                  | Risultati 6 maggio 2010 | Risultati 6 maggio 2010 |
| Partito                    | Partito                                   | Candidato                  | Voti                    | %                       |
| -------------------------- | ----------------------------------------- | -------------------------- | ----------------------- | ----------------------- |
|                            | Conservatore                              | Chloe Smith                | 17 280                  | 40,59                   |
|                            | Laburista Co-Op                           | John Cook                  | 13 379                  | 31,43                   |
|                            | Lib Dem                                   | David Stephen              | 7 783                   | 18,28                   |
|                            | UKIP                                      | Glenn Tingle               | 1 878                   | 4,41                    |
|                            | Verdi                                     | Jess Goldfinch             | 1 245                   | 2,92                    |
|                            | BNP                                       | Thomas Richardson          | 747                     | 1,75                    |
|                            | Indipendente                              | Bill Holden                | 143                     | 0,34                    |
|                            | Cristiano                                 | Andrew Holland             | 118                     | 0,28                    |
|                            |                                           |                            |                         |                         |
| Iscritti                   | Iscritti                                  | Iscritti                   | 65 296                  | 100,00                  |
| ↳ Votanti (% su iscritti)  | ↳ Votanti (% su iscritti)                 | ↳ Votanti (% su iscritti)  | 42 573                  | 65,20                   |
| ↳ Astenuti (% su iscritti) | ↳ Astenuti (% su iscritti)                | ↳ Astenuti (% su iscritti) | 22 723                  | 34,80                   |
|                            |                                           |                            |                         |                         |
|                            | Esito: collegio confermato a Conservatore |                            |                         |                         |

### Elezioni negli anni 2000
| Partito                    | Partito                                           | Candidato                  | Risultati 23 luglio 2009 | Risultati 23 luglio 2009 |
| Partito                    | Partito                                           | Candidato                  | Voti                     | %                        |
| -------------------------- | ------------------------------------------------- | -------------------------- | ------------------------ | ------------------------ |
|                            | Conservatore                                      | Chloe Smith                | 13 591                   | 39,54                    |
|                            | Laburista                                         | Chris Ostrowski            | 6 243                    | 18,16                    |
|                            | Lib Dem                                           | April Pond                 | 4 803                    | 13,97                    |
|                            | UKIP                                              | Glenn Tingle               | 4 068                    | 11,83                    |
|                            | Verdi                                             | Rupert Read                | 3 350                    | 9,74                     |
|                            | Put an Honest Man into Parliament                 | Craig Murray               | 953                      | 2,77                     |
|                            | BNP                                               | Robert West                | 941                      | 2,74                     |
|                            | Indipendente                                      | Bill Holden                | 166                      | 0,48                     |
|                            | Monster Raving Loony                              | Alan Hope                  | 144                      | 0,42                     |
|                            | None of the Above                                 | Anne Fryatt                | 59                       | 0,17                     |
|                            | Libertariano                                      | Thomas Burridge            | 36                       | 0,10                     |
|                            | Indipendente                                      | Peter Baggs                | 23                       | 0,07                     |
|                            |                                                   |                            |                          |                          |
| Iscritti                   | Iscritti                                          | Iscritti                   | 74 895                   | 100,00                   |
| ↳ Votanti (% su iscritti)  | ↳ Votanti (% su iscritti)                         | ↳ Votanti (% su iscritti)  | 34 377                   | 45,90                    |
| ↳ Astenuti (% su iscritti) | ↳ Astenuti (% su iscritti)                        | ↳ Astenuti (% su iscritti) | 40 518                   | 54,10                    |
|                            |                                                   |                            |                          |                          |
|                            | Esito: collegio passa da Laburista a Conservatore |                            |                          |                          |

| Partito                    | Partito                                | Candidato                  | Risultati 5 maggio 2005 | Risultati 5 maggio 2005 |
| Partito                    | Partito                                | Candidato                  | Voti                    | %                       |
| -------------------------- | -------------------------------------- | -------------------------- | ----------------------- | ----------------------- |
|                            | Laburista                              | Ian Gibson                 | 21 097                  | 44,86                   |
|                            | Conservatore                           | James Tumbridge            | 15 638                  | 33,25                   |
|                            | Lib Dem                                | Robin Whitmore             | 7 616                   | 16,19                   |
|                            | Verdi                                  | Adrian Holmes              | 1 252                   | 2,66                    |
|                            | UKIP                                   | John Youles                | 1 122                   | 2,39                    |
|                            | Indipendente                           | Bill Holden                | 308                     | 0,65                    |
|                            |                                        |                            |                         |                         |
| Iscritti                   | Iscritti                               | Iscritti                   | 76 977                  | 100,00                  |
| ↳ Votanti (% su iscritti)  | ↳ Votanti (% su iscritti)              | ↳ Votanti (% su iscritti)  | 47 033                  | 61,10                   |
| ↳ Astenuti (% su iscritti) | ↳ Astenuti (% su iscritti)             | ↳ Astenuti (% su iscritti) | 29 944                  | 38,90                   |
|                            |                                        |                            |                         |                         |
|                            | Esito: collegio confermato a Laburista |                            |                         |                         |

| Partito                    | Partito                                | Candidato                  | Risultati 7 giugno 2001 | Risultati 7 giugno 2001 |
| Partito                    | Partito                                | Candidato                  | Voti                    | %                       |
| -------------------------- | -------------------------------------- | -------------------------- | ----------------------- | ----------------------- |
|                            | Laburista                              | Ian Gibson                 | 21 624                  | 47,41                   |
|                            | Conservatore                           | Kay Mason                  | 15 761                  | 34,55                   |
|                            | Lib Dem                                | Moira Toye                 | 6 750                   | 14,80                   |
|                            | Verdi                                  | Rob Tinch                  | 797                     | 1,75                    |
|                            | UKIP                                   | Guy Cheyney                | 471                     | 1,03                    |
|                            | Indipendente                           | Michael Betts              | 211                     | 0,46                    |
|                            |                                        |                            |                         |                         |
| Iscritti                   | Iscritti                               | Iscritti                   | 77 181                  | 100,00                  |
| ↳ Votanti (% su iscritti)  | ↳ Votanti (% su iscritti)              | ↳ Votanti (% su iscritti)  | 45 614                  | 59,10                   |
| ↳ Astenuti (% su iscritti) | ↳ Astenuti (% su iscritti)             | ↳ Astenuti (% su iscritti) | 31 567                  | 40,90                   |
|                            |                                        |                            |                         |                         |
|                            | Esito: collegio confermato a Laburista |                            |                         |                         |

## Risultati dei referendum

### Referendum sulla permanenza del Regno Unito nell'Unione europea del 2016
|             | Collegio      | Lasciare UE % | Rimanere in UE % |
| ----------- | ------------- | ------------- | ---------------- |
|             | Norwich North | 57,3%         | 42,7%            |
| Inghilterra | 53,3%         | 46,7%         |                  |
| Regno Unito | 51,9%         | 48,1%         |                  |